# بخش دیسیادو
بخش دیسیادو (به اسپانیایی: Departamento Deseado) یک منطقهٔ مسکونی در آرژانتین است که در استان سانتا کروس، آرژانتین واقع شده‌است. بخش دیسیادو ۶۳٬۷۸۴ کیلومتر مربع مساحت و ۷۲٬۹۵۳ نفر جمعیت دارد.